# Lucie Rauzier-Fontayne
Pour les articles homonymes, voir Fontayne et Rauzier.
Lucie Rauzier-Fontayne, née à Nîmes le 18 mars 1895 et morte à Alès le 14 août 1986, est une romancière française.
Elle a écrit de nombreux romans pour la jeunesse après avoir publié des récits d'inspiration protestante et huguenote. Entre 1953 et 1977, elle a publié chez Hachette plus d'une vingtaine de romans, qui rencontrent un grand succès et sont traduits à l'étranger.

## Biographie
Lucie Rauzier-Fontayne est la fille de Lucien Fontayne, directeur du conservatoire de Nîmes et organiste au Grand Temple, et de Marie Bertrand, sœur du pasteur André-Numa Bertrand. Elle épouse Pierre Rauzier, pasteur au Temple Neuf à Strasbourg. Elle écrit d'abord des récits destinés à un public protestant, puis, après la guerre, un grand nombre de romans pour la jeunesse. Vers la fin de sa vie, elle traduit également des œuvres en allemand.

## Œuvre

### Romans protestants
- 1925 : La Vie protestante à la campagne ; études de MM. les pasteurs Émile Durand, X..., Charles Maurin, Élie Giran, Mme L. Rauzier-Fontayne, Union nationale des Églises réformées de France, 32 p.
- 1925 : Vieux récits, jeunes visages : nouvelles huguenotes ; Éditions de la Cause, 191 p.
- 1926 : Aux temps bibliques : contes ; éditions de la Cause, 191 p.
- 1928 : L'Hôte de Noël ; Éditions de la Cause, réédité en 1950 aux éditions Oberlin, 40 p.
- 1930 : Rêves dans la vallée ; Strasbourg : Librairie évangélique, 96 p.
- 1930 : L'un d'eux partit... ; Éditions de la Cause
- 1931 : Monsieur Paul... ; Éditions de la Cause, 157 p.
- 1932 : Matin de Pâques ; Strasbourg : Librairie évangélique, 112 p.
- 1933 : Quand on sortait de France... ; Lausanne : Éditions la Concorde, 235 p.
- 1935 : Marlise-Modes et autres nouvelles... ; Éditions Je sers, 192 p.
- 1938 : Milou et son peintre ; Strasbourg : Édition des Sources, 1938, 16 p.
- 1941 : Le Prisonnier du Fort d'Alès ; illustration de Source, Alès : impr. de F. Claparède, 64 p.
- 1944 : L'Étrange Compagnie ; Fédération française des Éclaireuses, 140 p.
- 1946 : Matines de Paris, le récit de Nicolas Muss, serviteur de Monsieur l'Amiral ; Strasbourg : Éditions Oberlin, 112 p.
- 1948 : Claude Brousson ; préface de Franz J. Leenhardt. Illustrations de Lise Rauzier, coll. Les Vainqueurs, no 21, Genève : Éditions Labor et Fides, 224 p.

### Romans protestants pour la jeunesse
- 1926 : Du soleil sur les vieilles pierres... ; coll. Clio, Librairie Fischbacher (Paris)
- 1930 : L'étoile marchait devant eux : contes et nouvelles de Noël ; Librairie évangélique (Strasbourg)
- 1934 : Histoires pour Lise... ; illustrations de Pierrette Bovet, Éditions Je sers
- 1934 : Contes du temps présent... ; Union nationale des Églises réformées
- 1938 : Marikele : une petite Alsacienne d'aujourd'hui[4] ; Éditions Fides
- 1945 : L'Auréole de perles ; illustrations de Source, Oberlin (Strasbourg)
- 1946 : Rosée du matin et ses amis ; images de Lise Rauzier, coll. de la Toupie verte, Éditions Arma
- 1946 : Tamita, la petite Esquimau ; images de Lise Rauzier, coll. de la Toupie verte, Éditions Arma
- 1947 : Livie ; Oberlin (Strasbourg)
- 1948 : La Coiffe d'or ; Oberlin (Strasbourg)

### Romans pour la jeunesse aux éditions Hachette

#### CollectionIdéal-Bibliothèque
- 1953 : La Troupe Jéromisi, no 41, illustrations d'Albert Chazelle
- 1955 : Le Rêve de Caroline, no 82, illustrations d'Albert Chazelle
- 1956 : L'Invitée de Camargue, no 118, illustrations de François Batet
- 1957 : La Maison du chèvrefeuille, no 136, illustrations de François Batet
- 1957 : La Mission de Jeannou, no 144, illustrations de Philippe Daure
- 1960 : Le Sourire de Brigitte, no 199, illustrations de François Batet
- 1962 : Les Amis de Blanche-Épine, no 221, illustrations d'Albert Chazelle
- 1963 : La Chanson merveilleuse, no 246, illustrations de François Batet

#### Collection NouvelleBibliothèque rose
- 1958 : La Petite Fille aux oiseaux, no 32, illustrations de Marianne Clouzot
- 1961 : Un cadeau pour Amina, no 78, illustrations d'Albert Chazelle
- 1962 : Seul sur les routes, no 114, illustrations de François Batet
- 1971 : La Grande Aventure de Bouba, no 371, illustrations de Jacques Fromont

#### Collection Bibliothèque rose
- 1971 : La Petite Fille à la guitare, illustrations de Patrice Harispe
- 1972 : Une chance sur mille, illustrations de Annie-Claude Martin
- 1973 : La Petite Fille aux marionnettes, illustrations de Patrice Harispe
- 1974 : Moka, l'ourson voyageur, illustrations de Pierre Dessons
- 1976 : La Maison des trois girouettes, illustrations d'Henriette Munière
- 1977 : Le Garçon qui en savait trop, illustrations de Pierre Dessons

#### CollectionBibliothèque verte
- 1964 : Marina et les visiteurs clandestins, no 256, illustrations de Philippe Daure
- 1966 : Le Cousin du Brésil, no 294[5], illustrations de François Batet
- 1973 : L'Invitée inattendue, illustrations de Charles Popineau
- 1975 : Juliette et les motocyclistes, illustrations de Robert Bressy